# Heini Fischer-Corso
Heini Fischer-Corso, Taufname Heini Fischer (* 13. Februar 1921 in Egerkingen; † 19. Juli 1990 in Zürich), war ein Schweizer Grafiker, Grafikdesigner, Plakatkünstler, Maler und Plastiker.

## Leben und Werk
Heini Fischer-Corso besuchte den Vorkurs und anschliessend bis 1945 die Grafikfachklasse an der Kunstgewerbeschule Zürich. Danach arbeitete er kurze Zeit in einer Offsetdruckerei. 1946 eröffnete er sein eigenes Grafikatelier im «Corso-Haus» (was zu seinem Beinamen führte) am Sechseläutenplatz in Zürich. Zusätzlich arbeitete er halbtags im Atelier von Fritz Butz.  
Heini Fischer-Corso gewann zahlreiche Plakatwettbewerbe. So erhielt er u. a. 1952 den Preis für das «Schweizer Plakat des Jahres». Sein Plakat Helft Brände verhüten ging 1956 aus einem Wettbewerb der Beratungsstelle für Brandverhütung als Sieger hervor und zählt gemäss Museum of Modern Art zu den 500 besten Weltplakaten.
Von 1981 bis 1986 war Heini Fischer-Corso als Archivar bei der Graphischen Anstalt J. W. Wolfensberger in Zürich tätig. Danach arbeitete er wieder selbstständig in seinem Atelier im «Corso-Haus». Heini Fischer-Corso war auch freikünstlerisch im Bereich der konkreten Malerei und Plastik tätig.